# D’Entrecasteaux-Inseln
Die D’Entrecasteaux-Inseln liegen in der Salomonensee, östlich von Neuguinea, und gehören zur Provinz Milne Bay des Pazifik-Staates Papua-Neuguinea. Sie wurden nach ihrem Entdecker d’Entrecasteaux benannt.

## Geographie
Der Archipel besteht aus den Inseln Moratau („Fergusson“), Nidula („Goodenough“), Duau („Normanby“) und Sanaroa sowie einer Reihe weiterer kleiner Inseln, die zusammen eine Landfläche von rund 3100 km² haben. Die höchste Erhebung ist mit 2566 m der Mount Vineuo auf der Goodenough-Insel.
Gemäß der Volkszählung im Jahre 2000 betrug die Einwohnerzahl 63.307 (einschließlich der Amphlett-Inseln). Es gibt keine Städte, sondern nur 137 dörfliche Siedlungen, davon nur sechs mit mehr als 1000 Einwohnern. Größter Ort ist Kalokalo an der Westküste von Fergusson mit 1381 Einwohnern (Stand 2000).

## Verwaltung
Die Inselgruppe gehört zur Provinz Milne Bay. Goodenough als westlichste Insel gehört mit ihren Nebeninseln wie Wagifa zum Distrikt Kiriwina-Goodenough und bildet darin die Goodenough Rural LLG (Local Level Government) Area. Der Rest der Inselgruppe bildet den Distrikt Esa'ala, der sich in drei LLGs (etwa Gemeinden) gliedert:
- West Fergusson Rural LLG (Fergusson-West)
- Dobu Rural LLG (Fergusson-Ost, Normanby-Nordwest, Sanaora mit Tewala, Amphlett-Inseln, Dobu)
- Duau Rural LLG (Normanby-Ost)